# جبال القلمون

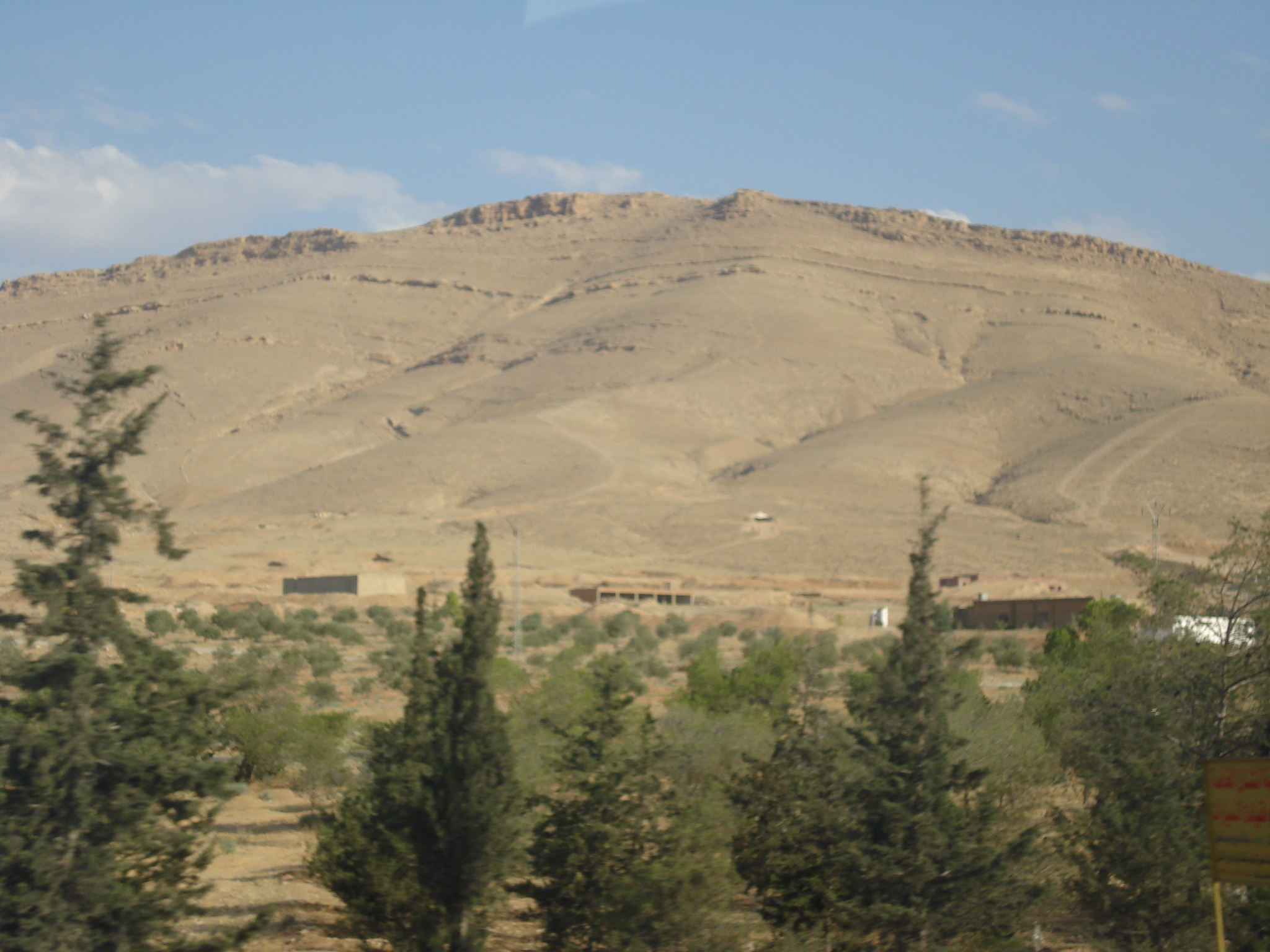
أحد جبال القلمون.

جبال القلمون هي سلسلة جبلية في غربيِّ سورية، تمتدُّ من الدريج جنوبًا إلى البريج شمالًا، وتقع إلى الشمال الغربي من مدينة دمشق. وتسمَّى سلسلة جبال لبنان الشرقية أيضًا.

## بلداتها
تنتشر في هذه المنطقة من الجهة السورية مدنٌ وقرًى وبلدات شهيرة، مثل:
الزبداني، ووادي بردى، ويبرود، والتل، وصيدنايا، ومعرونة، وعين منين، ومعلولا، ورنكوس، وتلفيتا، وبخعة، وجبعدين، وعين التينة، والدريج، وحلبون، والنبك، والجراجير، وفليطة، والقطيفة، والرحيبة، والضمير، وجيرود، والناصرية، وقارة، ودير عطية، ورأس المعرّة، والسحل، وعسال الورد، وحوش عرب، ومعضمية القلمون، وغيرها.

## سكانها
يشتهر سكَّان القلمون بالتجارة، وتنتشر على جنباتها وبين ثنايا جبال القلمون في سورية الكثير من الآثار والمغاور والمباني المحفورة في الصخر والكهوف والمعابد والأديرة والكنائس والمقدَّسات المسيحية التاريخية المهمَّة. ولا يزال السكان في عدد من البلدات يتحدَّثون اللغة السورية القديمة اللغة الآرامية (اللغة السُّريانية وهي التسمية الحديثة للآرامية) في حياتهم اليومية.

## مزاياها
تتميَّز مناطق جبال القلمون السورية بمناطقها الجميلة، وإطلالاتها الساحرة، ومصايفها الشهيرة، حيث تنتشر البلدات والمدن في أحضان الجبال أو على القمم. ويسود المنطقة جوٌّ جميل معتدل إلى بارد صيفًا، وبارد مع تساقط كثيف للثلوج في الشتاء، فتكسو الثلوج عموم البلدات ورؤوس الجبال. 
وفيها عشرات ينابيع المياه الطبيعية والمعدنية على امتداد السلسلة الجبلية. وتشتهر مناطق جبال القلمون بزراعة أشجار الفاكهة المتميِّزة بجودتها مثل الكرز والمشمش والخوخ والدرَّاق والإجَّاص والتفاح والتين والعِنَب وغيرها من الفواكه.